# August de Boeck

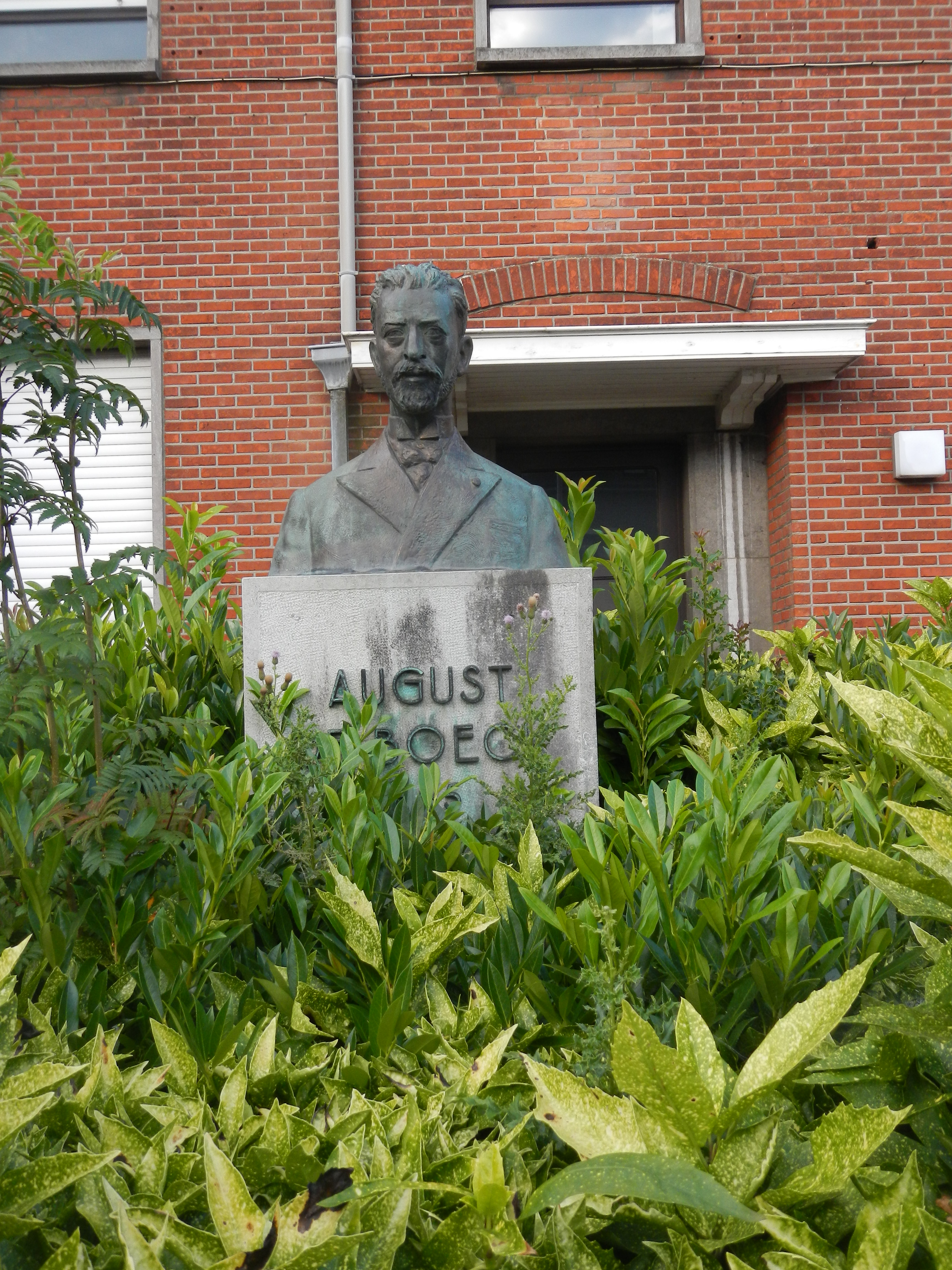
Statua in onore di August de Boeck, localizzata nella via in cui è nato

Julianus Marie August de Boeck (Merchtem, 9 maggio 1865 – Merchtem, 9 ottobre 1937) è stato un compositore, organista e pedagogo belga di origine fiamminga.

## Biografia
Dal 1880 studiò organo al Reale Conservatorio di Bruxelles dove ebbe come maestro Alfonso Mailly, del quale poi fu assistente fino al 1902. Nel 1889  incontrò il giovane Paul Gilson che divenne il suo migliore amico e, nonostante la loro coetaneità, il suo insegnante per orchestrazione e la sua motivazione per le composizioni.

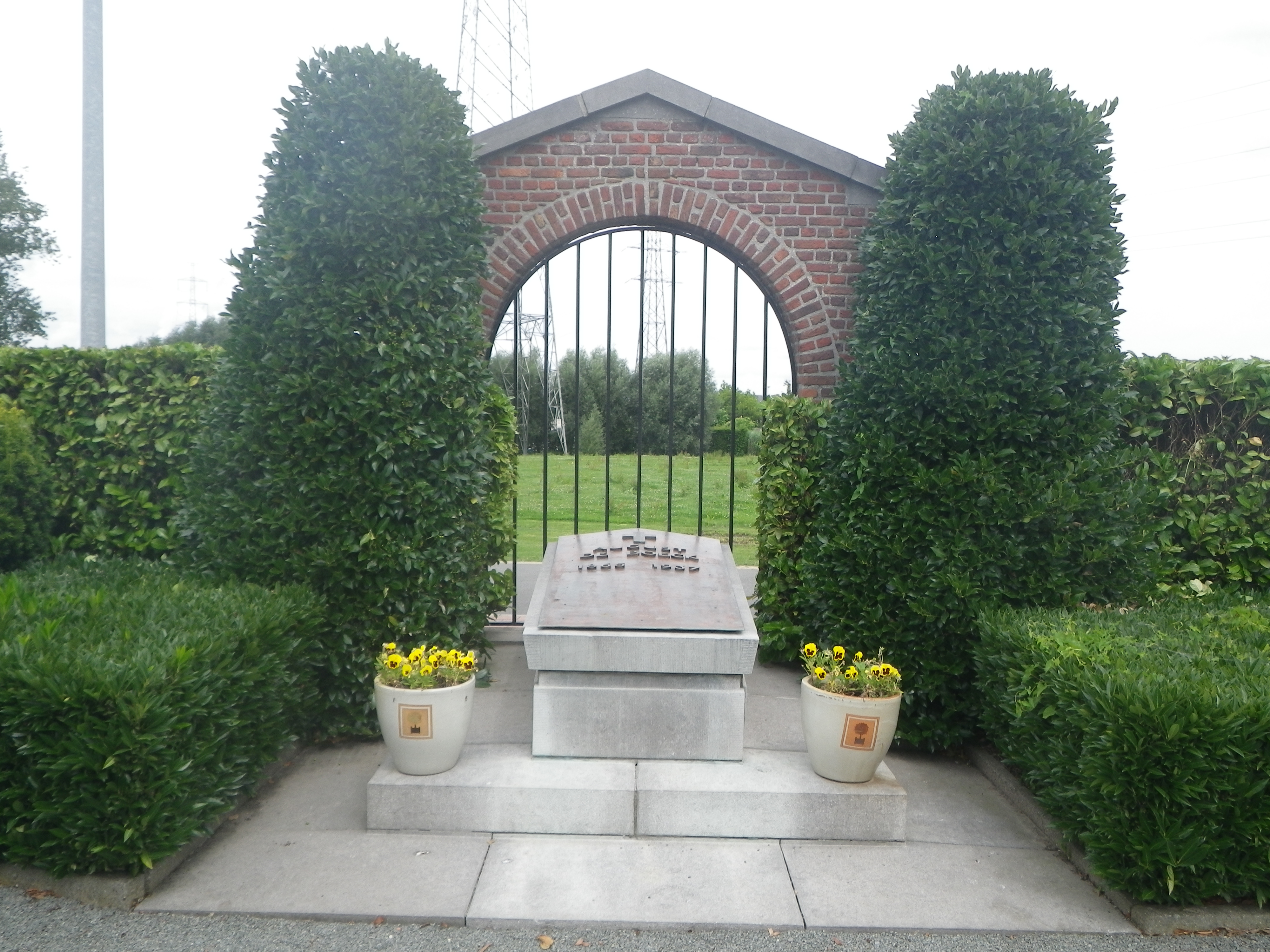
Tomba di August de Boeck nel cimitero di Merchtem

Divenne un organista in varie chiese di villaggi belgi (1892-1894 a Merchtem, 1894-1920 a Elsene). La sua carriera accademica continuò nel 1907 come professore di armonia al conservatorio di Anversa (1909-1920) e di Bruxelles, e come direttore del conservatorio di Mechelen (1921-1930). Nel 1930 August de Boeck andò in pensione.
Il suo stile è stato, insieme a quello di Paul Gilson, influenzato dal Gruppo dei Cinque (in particolare da Rimsky-Korsakov), ed i due introdussero l'impressionismo musicale in Belgio.

## Composizioni

### Opere per orchestra
- 1893 Dahomeenne Rhapsodie (per banda)
- 1895 Cenerentola, poema sinfonico
- 1896 Sinfonia in sol minore
- 1923 Fantasia su due modi popolari fiamminghi
- 1926 Fantasia per oboe e orchestra
- 1929 Concerto (Hans), per pianoforte e orchestra
- 1931 Notturno, per orchestra
- 1934 Concerto, per violino e orchestra

### Lavoro per orchestra militare e ottone
- 1893 Rhapsody dahomeenne
- 1896 La falena,sinfonia da salotto.
- # Prelude
- # Andante moderato - Vivace - Falso
- # Moderato - Scherzando - Allegretto - Adagio
- # Marche
- 1902 Fantaisia
- 1912 Giubileo Marte - Marche Jubilaire
- 1929 Excelsior
- 1934 Gueuze Lambic
- 1935 Libertas Spirit Freedom
- Ave
- Beaver e zoom
- Dyones
- Fanfare
- Floria patri
- Impromptu
- Barber Polka
- Marche Nuptiale
- Marche Solennelle
- Oomken
- Pan
- Panache
- Pasquinata
- Processione solenne
- Scherzando
- Siskioe
- Snap
- Soetendael
- Super marzo
- Tre
- Waltz
- Essere marzo

### Messe, cantate e opere spirituali
- 1896 Messa in B, quattro voci, coro e organo, anche conosciuto e pubblicato come "Missa in bémol"
- 1897 Tre pezzi per organo
- 1897 Allegro con fuoco, per organo
- # Prelude
- # Andante
- # Allegretto
- 1898 di massa in h, tre voci, coro e organo
- 1902 Messa in c, tre voci, coro e organo
- 1910 Gloria Flori, cantata per coro di voci bianche e orchestra
- 1929 Missa in honorem B.M.V. Perdolentis, per due parti coro e organo
- Carillonneur Cantata
- La coscienza ricordato, cantata
- Marche Nuptiale, per organo
- Maria Cantata
- Cantata Rodenbach

### Musica vocale con orchestra o strumenti
- Deux nouvelles Stances, per mezzosoprano e pianoforte
- Enfantines, quattro canzoni per mezzosoprano e pianoforte
- J 'avais un coeur per baritono solista e orchestra
- La Foresta, per soprano e orchestra di un testo G. J. P. van Straaten
- L 'église paysanne per baritono solista e orchestra - testo: Paul Fierens e La chiesetta di per Lande in una traduzione olandese di Maurits Sabbe
- Mignonne per baritono solista e orchestra
- Pour tes dents de nacre, per mezzosoprano e orchestra
- Sette canzoni per poesie di Jeanne Cuisinier, per mezzosoprano e pianoforte
- # Ete
- Sonnet #
- # Mystère
- # Eclosion
- # Fidelite
- # Le Don
- # Elegy
- Soirée de Septembre, per baritono solista e orchestra
- Stances à Marylyse, sei canzoni per mezzosoprano e orchestra
- Due canzoni per poesie di Charles Lerberghe, per mezzosoprano e pianoforte

### Musica da Camera
- 1894 Sonata per violoncello e pianoforte
- Cantilene, per violoncello e pianoforte
- Impromptu, per clarinetto e pianoforte
- 1937 preghiera per violino e pianoforte (il suo ultimo lavoro)

### Opere per organo
- Tre pezzi per organo
- Scherzando, per organo